# God Smoked
God Smoked (englisch für „Gott hat geraucht“) ist ein Lied des deutschen Synthiepop-Sängers Peter Heppner, in Kooperation mit dem britischen Drogenschmuggler Howard Marks, aus dessen zweiten Studioalbum My Heart of Stone.

## Entstehung und Veröffentlichung
Geschrieben wurde das Lied gemeinsam von Peter Heppner, Lothar Manteuffel und Dirk Riegner. In Zusammenarbeit mit Thommy Hein waren Manteuffel und Riegner auch für die Instrumentalisierung, Produktion und Programmierung verantwortlich. Das Mastering erfolgte durch Master & Servant in Hamburg, unter der Leitung von Tom Meyer. Die Aufnahmen entstanden in den Berliner Thommy Hein Tonstudios von 2011 bis 2012. God Smoked wurde unter dem Musiklabel Polydor veröffentlicht, durch Art 4 Art Music, den Gute Zeiten Musikverlag, den Hanseatic MV und den pH-Werk Musikverlag verlegt sowie durch Universal Music Publishing vertrieben.
Die Erstveröffentlichung von God Smoked erfolgte als Einzeldownload am 11. April 2012 via Facebook. Hierbei handelt es sich um keine herkömmliche Singleauskopplung, deswegen ist das Lied bis heute nicht als Maxi-Single erschienen. Das Lied wurde lediglich aus Promotionzwecken, für alle Heppner-Fans, als Free-Track veröffentlicht. Das Lied wurde zum kostenlosen Download für ein „gefällt mir“ auf der offiziellen Facebookseite Heppners zur Verfügung gestellt. Damit wollte man nicht nur Aufmerksamkeit erlangen, Heppner wollte auch im Vorfeld zeigen, dass sein zweites Studioalbum nicht nur aus Liedern wie Meine Welt bestehe. Bereits ein Jahr zuvor war God Smoked Teil des Soundtracks zu God Smoked – A Mindtrip with Howard Marks. Hierbei handelt es sich um einen Musik-Dokumentarfilm über den Werdegang des walisischen Autors Howard Marks, der in den 1970er und 1980er Jahren durch Drogenschmuggel bekannt wurde.

## Hintergrund
God Smoked war eines der ersten Stücke, das für Heppners zweites Studioalbum My Heart of Stone entstand. Das Lied entstand bereits Ende 2009. Von Januar bis Oktober 2010 ging Heppner auf Clubtour durch Deutschland und Griechenland. Die Setlist bestand hauptsächlich aus Titeln des Debütalbums solo, sowie zum Teil aus einer Zusammenstellung von älteren Gastbeiträgen und Wolfsheim-Stücken. Mit God Smoked präsentierte er während der Tour das einzige neue Stück. Es war fester Bestandteil der ersten Zugabe.
Marks wird häufig als offizieller Gastsänger für God Smoked geführt. Gesungen wird das Lied in seiner originalen Albumversion jedoch nur von Heppner. Marks ist lediglich am Anfang des offiziellen Musikvideos mit einem Monolog zu hören.

## Inhalt
Der Liedtext zu God Smoked ist in englischer Sprache verfasst, ins Deutsche übersetzt bedeutet der Titel so viel wie „Gott hat geraucht“. Die Musik wurde von Peter Heppner, Lothar Manteuffel und Dirk Riegner, der Text eigens von Heppner geschrieben. Musikalisch bewegt sich das Lied im Bereich des Elektro- und Synthiepops. Das Tempo beträgt 125 Schläge pro Minute. Aufgebaut ist das Lied auf drei Strophen, einer Bridge und einem Refrain. Es beginnt mit der ersten Strophe, auf die der Refrain erstmals folgt. Der gleiche Ablauf erfolgt mit der zweiten Strophe. Nach dem zweiten Refrain kommt eine Bridge, auf die die dritte Strophe folgt. Nach der dritten Strophe ist nochmals der Refrain zu hören, ehe das Lied mit der sich wiederholenden Bridge endet. Die Strophen bestehen immer aus Vier-Zeilern.
Heppner schrieb das Stück extra für die Howard-Marks-Dokumentation. Es sei eine von wenigen „Auftragsarbeiten“ die er in seiner Karriere gemacht habe. Inhaltlich sollte die Musik zur Dokumentation sich an Themen orientieren, die Marks in einer seiner Rezitationen vorgab. Heppner wurde das Thema „Evolution“ zugeteilt. Der Liedtitel God Smoked stammt nicht von Heppner selbst. Dieser stand schon als Titel für die Dokumentation fest, an der sich Heppner bereicherte. Das Lied fasst sich mit dem Thema Drogen und dem Konsum ebendieser auseinander.
| “God smoked … obviously. Look around, and what do you see?” – Refrain, Originalauszug | „Gott hat geraucht … offensichtlich. Schaue dich um; und was siehst du?“ – Refrain, Übersetzung |

## Musikvideo
Das Musikvideo zu God Smoked feierte am 11. April 2012 auf Facebook seine Premiere. Es beginnt mit Howard Marks der einen kurzen Monolog hält, ehe im restlichen Verlauf nur noch Heppner zusammen mit einer Frau zu sehen ist. In fast allen Szenen sind die beiden zusammen, oft sich sehr nahe, zu sehen. Das Video zeigt die beiden oft zusammen auf einer Couch, wobei die Farbgestaltung, die Outfits und die Handlung häufig wechseln. Die Gesamtlänge des Videos beträgt 3:56 Minuten. Regie führten die beiden Bröllochs-Brüder Michael- und Robert Bröllochs.

## Mitwirkende
| Liedproduktion - Thommy Hein: Instrumentalisierung, Musikproduzent, Programmierung - Peter Heppner: Gesang, Komponist, Liedtexter - Lothar Manteuffel: Instrumentalisierung, Komponist, Musikproduzent, Programmierung - Howard Marks: Sprechgesang - Tom Meyer: Mastering - Dirk Riegner: Instrumentalisierung, Komponist, Musikproduzent, Programmierung Artwork (Musikvideo) - Michael Bröllochs: Regisseur - Robert Bröllochs: Regisseur | Unternehmen - Art 4 Art Music: Verlag - Gute Zeiten Musikverlag: Verlag - Hanseatic MV: Verlag - Master & Servant: Mastering - Thommy Hein Tonstudios: Tonstudio - Polydor: Musiklabel - pH-Werk Musikverlag: Verlag - Universal Music Publishing: Vertrieb |

## Rezeption
Auf Grund der Tatsache, dass das Lied zum kostenlosen Download zur Verfügung gestellt wurde, konnte sich das Lied in keinen offiziellen Charts platzieren und genaue Download- und Verkaufszahlen sind ebenfalls nicht bekannt. Der Titel erschien auf Heppners zweiten Studioalbum My Heart of Stone sowie auf den Samplern Gothic File 12/2  und Zillo CD-06/2012.
Rezensionen
Das deutschsprachige Online-Magazin laut.de bewertete das Gesamtprodukt My Heart of Stone mit 3/5 Sternen. Kai Butterweck ist der Meinung, dass das Album selten „druckvoll und tanzbar“ sei. Am ehesten noch auf Stücken wie God Smoked, wenn sich „luftig-leichter Frohsinn“ breitmache und „trippelnde Rhythmik“, wenn „ausgefahrene Synthies zum Dancefloor bitten“.
Andreas Schulz von musikreviews.de vergab 13 von 15 Punkten für My Heart of Stone, wobei Heppner es in God Smoked auch mal „experimenteller“ zugehen lasse, ohne jedoch auf „Eingängigkeit“ zu verzichten.
Das deutschsprachige E-Zine Plattentests.de bewertete My Heart of Stone mit sieben von zehn Punkten. Bei God Smoked treffe Heppners „warmer“, aber bisweilen „resignierter Gesang“ auf „gewohnt unterkühlte“ Elektronik. Das funktioniere bei Liedern wie dem auf Vintage-“Violator”-Sounds ruhenden God Smoked „gewohnt“ prächtig. Oliver Ding von der Online-Redaktion hob God Smoked al eines von vier „Highligts“ des Albums hervor.